# Weinmeisterstraße (metropolitana di Berlino)
La stazione di Weinmeisterstraße è una stazione della metropolitana di Berlino, sulla linea U 8. È posta sotto tutela monumentale (Denkmalschutz).

## Storia
La stazione di Weinmeisterstraße venne costruita come parte della linea Gesundbrunnen-Neukölln («GN-Bahn») – successivamente denominata «linea D», oggi U8. La stazione entrò in esercizio il 10 aprile 1930 contemporaneamente alla tratta dalla stazione di Gesundbrunnen alla stazione di Neanderstraße (oggi denominata «Heinrich-Heine-Straße»).
A partire dal 18 agosto 1961, in conseguenza della costruzione del Muro di Berlino e delle conseguenti nuove disposizioni emanate dal governo della Repubblica Democratica Tedesca, la stazione di Weinmeisterstraße, analogamente a tutte le altre della linea ricadenti nel settore orientale della città, entrò a far parte del gruppo delle cosiddette «stazioni fantasma»: i treni, eserciti dalla BVG occidentale, percorrevano la linea senza effettuare le fermate site nel settore orientale.
La stazione fu riaperta il 1º luglio 1990, nella data dell'entrata in vigore dell'unione doganale fra le due Germanie, alcuni mesi prima della riunificazione tedesca.